# Club Deportivo Huachipato
El Club Deportivo Huachipato és un club de futbol xilè de la ciutat de Talcahuano. Va ser fundat el 7 de juny de 1947.

## Palmarès
- 3 Lliga xilena de futbol: 1974, 2012, 2023
- 1 Lliga xilena de segona divisió: 1966
- 1 Participació Copa Libertadores 1975, segundo en su grupo
- 1 Classificació copa Sud americana 2006
- 1 Classificació liguilla copa sud americana 2007

## Jugadors destacats
- Pablo Caballero
- Luís Chavarría
- José Contreras
- Omar Gomez O.
- Luis Eyzaguirre
- Héctor Mancilla
- Rodrigo Millar
- Pedro Morales
- Norberto Raffo
- Cristián Reynero
- Carlos Sintas
- Cristián Fernando Muñoz
- Javier di Gregorio
- Mario Vener
- Juan Francisco Viveros
- Jonny Walker
- Renzo Yáñez